# Саутла
Са́утла (исп. Zautla) — муниципалитет в Мексике, входит в штат Пуэбла. Административный центр — Сантьяго-Саутла.

## История
Муниципалитет образован в 1895 году.
Территория муниципалитета была одной из первых в современной Мексике заселённой людьми. Большинство ранних поселений были обнаружены в долине Теуакан (Tehuacán), с самым древним из которых около горы Агухереадо (Agujereado) возрастом около 12 000 до н. э. В этом месте были найдены старейшие в мире остатки кукурузы, возраст которых восходит к 1500 до Р. Х. Найденные каменные орудия датируются между 6500 — 4900 до н. э., а доказательства сельскохозяйственной деятельности — 3500 — 2000 до н. э.
К 900 до н. э. имеются достаточные доказательства возделывания кукурузы, фасоли, тыквы, перца чили и хлопка. В Мезоамериканский период истории территория эта была заселена многочисленными этническими группами. В центральном районе штата преобладали В 15 в. здесь господствовали ацтеки, которые властвовали здесь вплоть до испанского нашествия.

### Испанский период
Испанский конкистадор Э. Кортес (Hernán Cortés) вместе со своими туземными союзниками из Веракруса, вступил в этот район в 1519, на пути в Тласкалу. Захват области испанцами был сравнительно лёгким. Многие местные народы находились здесь под господством ацтеков и видели в испанцах своих избавителей. Чолула был одним из важных городов Мезоамерики, вторым по величине, и вероятно, самым священным. Однако, Кортес воспринимал этот город в качестве крепости, а не религиозным центром. Испанцы захватили и убили многих из местных дворян. После Кортес захватил лидеров Чолулы — Тлакиача (Tlaquiach) и Тлальчиака (Tlalchiac), а затем приказал поджечь город. В своих письмах Кортес заявляет, что его войска и тлашкальцы за три часа убили 3 000 человек и сожгли город. Другой свидетель — Васкес де Тапиа говорил о 30 000 убитых. Это событие ужаснуло тех, кто противостоял испанской агрессии. В 1520, после своего первоначального поражения в Теночтитлане, Кортес основал испанское поселение у Тепеаки (Tepeaca), и взял области Уагечула (Huaquechula) и Ицокан (Itzocan). Многие туземные вожди отдали своих воинов испанцам для завоевания Теночтитлана в 1521, а позднее они пошли с конкистадором П. де Альварадо (Pedro de Alvarado) в Гватемалу.

### Период независимости
После принятия Мексикой федеральной конституции в 1824 году Конгресс принял первую коата Пуэбла. А первым губернатором штата стал М. Гомес Педраса. Испанцы были изгнаны из штата в 1827 году.

### Современный период
В 1998 было введено чрезвычайное положение из-за обширных 122 лесных пожаров, в результате которых пострадали 2998 га земли в течение всего двух недель. Многие из пожаров начались с пожаров на сельскохозяйственных землях в результате сильной жары и засухи. В 1999 сильное землетрясение нанесло серьёзный ущерб на большей части. Муниципалитет был объявлен зоной бедствия. В 2011 с избранием новым губернатором кандидата от консервативной партии Национального Действия (PAN) Р. Морено (Rafael Moreno Valle Rosas), закончилась 80-летняя монополия на власть социалистов из PRI